# Озеро Лісан

Контур озера Лісан

Озеро Лісан — доісторичне озеро, яке існувало 70 000 — 12 000 рр. тому в Йорданській рифтовій долині на Близькому Сході.

Іноді його називають плейстоценовим озером.
Лісан арабською мовою означає язик, що стосується форми півострова Лісан, де проводилися дослідження осадових утворень. Осадові утворення, залишені озером, простягаються від Тиверіадського озера на півночі до прикордонного хребта бл. 35 км на південь від Мертвого моря.
Озеро залишило після себе шар озерних відкладень, які вкривають Йорданську долину терасами відкладень товщиною до 40 м.
Ці відкладення зазвичай є мергелями і складаються з шарів справжніх суглинків і вапнякових мулистих суглинків, змішаних з іншими хімікатами та солями.

Під час найбільшої трансгресії озеро охоплювало кілька інших басейнів у цьому районі з максимальною площею бл. 2000 км², завдовжки 200 км та завширшки не більше 17 км.

Ці утворення були названі відкладеннями Лісан і вперше описані Ларте в 1869 році після відвідування Мертвого моря навесні 1864 року.
Він зазначив кореляцію вологого періоду в Леванті з льодовиковим періодом в Європі.
Лише після того, як в 1909 році Палестину відвідав географ Е. Гантіндон, він зрозумів, що це міра історичної кількості опадів у цій місцевості. Перше стратиграфічне дослідження відкладень було проведено Пікардом в 1943 році, який розробив хронологію, яку він назвав серією Лісан.
Лише після пізніших досліджень на рівні озера була розроблена детальніша хронологія озерних відкладень.

Ці дослідження показали, що найвищий рівень озера був приблизно на 160 м нижче рівня моря приблизно 24 000 — 26 000 років тому, коли воно заповнило всю Йорданську долину, приблизно на 200 м вище за нинішній рівень Мертвого моря.

Рівень почав знижуватися приблизно 17 000 р. тому, причому найрізкіше падіння рівня відбулося 14 000 — 13 000 рр. тому приблизно на 500 м нижче рівня моря, що, ймовірно, є найбільшим падінням рівня озера за останні 70 000 років, яке відбулося лише за період приблизно 1000 років.
Можливою причиною цих подій вважають тектонічні чинники, і стверджується, що рівень опустився на 700 м нижче рівня моря, а потім поступово піднявся.

Кліматичні та тектонічні зміни спричинили коливання рівня в долині Йордану до голоцену, внаслідок чого озеро Бейсан біля Бейт-Шеан все ще збереглося до бронзової доби.
Археологічні докази також підтверджують ці рівні — стоянка Кебара що розташовувалась на березі цього озера має датування 17 000 рр. — 13 500 рр. тому.
Ранньонатуфійські стоянки також розташовані 215—230 м нижче рівня моря, що вказує на високий рівень озера і відступ берегової лінії після цієї дати.